# بوریک اسید
بوریک اسید یا بوراسیک اسید یا اورتوبوریک اسید، یک اسید ملایم است که بیشتر به منظور ضدعفونی کردن و گندزدایی و همچنین برای کنترل سرعت شکافت هسته‌ای در کارخانه‌های انرژی هسته‌ای استفاده می‌شود. بوریک اسید همچنین به عنوان پیش ماده برای برخی مواد دیگر نیز محسوب می‌شود.
بوریک اسید به دو صورت بلورهای بی‌رنگ یا پودر سفید حلال در آب وجود دارد. فرمول شیمیایی آن H3BO3 یا B(OH)3 می‌باشد.

## تهیه بوریک اسید
بوریک اسید را می‌توان از واکنش بوراکس با یک اسید معدنی مانند هیدروکلریک اسید تهیه کرد.
Na2B4O7·10H2O + 2 HCl → 4 B(OH)3 [or H3BO3] + 2 NaCl + 5 H2O
همچنین می‌توان آن را با استفاده از هیدرولیز بورتیرهالیدها و دی‌بورانها تهیه کرد:
B2H6 + 6 H2O → 2 B(OH)3 + 6 H2
(BX3 + 3 H2O → B(OH)3 + 3 HX (X = Cl, Br, I

## کاربرد درمانی
محلول بوریک اسید در درمان عفونت قارچی مهبل، تبخال و آکنه کاربرد داشته و همچنین در محلولهای شستشوی چشمی و گوشی و پمادهای ضد سوختگی موجود می‌باشد. از بوریک اسید به عنوان حشره کش نیز استفاده می‌شود. استفاده از بوریک اسید در درمان عفونت‌های قارچی که عاملی به غیر از کاندیدا آلبیکانز داشته‌اند و داروهای موجود بر آنها مؤثر نبوده است، تجویز می‌شود.

## کاربرد صنعتی
- شیشه سازی
- کاشی و سرامیک(لعاب سازی)
- جرم نسوز
- کشاورزی [۲]
- داروسازی

## کاشی سازی؛ پر مصرف ترین صنعت
صنعت کاشی سازی و لعاب سازی پر مصرف ترین صنعت داخلی اسید بوریک در ایران می باشد. و با توجه به اینکه 80درصد لعاب سازی های کشور در یزد فعالیت دارند بیشترین حجم واردات این ماده شیمیایی در شهر یزد و شهرستان های آن مورد استفاده قرار می گیرد.